# پتشکی
پتشکی (به چکی: Pečky) یک منطقهٔ مسکونی در جمهوری چک است که در ناحیه کولین واقع شده‌است. پتشکی ۴٬۵۴۹ نفر جمعیت دارد.